# 1814 (film 2007)
1814 (18-14 "Восемнадцать-четырнадцать") è un film del 2007 diretto da Andrés Puutusmaa.
Film thriller di ambientazione storica sceneggiato da Dmitrij Miropol'skij, ispirato a fatti realmente accaduti.

## Trama
Carskoe Selo, 1814. Lo zar Alessandro I istituisce il Liceo, una scuola d'élite, nella zona residenziale della famiglia imperiale a San Pietroburgo, allora capitale dell'Impero. Tra i primi allievi del Liceo figurano Aleksandr Gorčakov, Ivan Puščin, Aleksandr Puškin, Vil'gel'm Kjuchel'beker, Anton Del'vig, Konstantin Danzas. In futuro, questi nomi entreranno nella storia della Russia, ma per il momento sono normali studenti dai quattordici ai diciotto anni con tutti i loro pregi e i loro difetti.
Una mattina, nei pressi della scuola, una ragazza viene trovata con la gola tagliata da una strana arma. Un investigatore inviato sul luogo cerca di far luce su questo e su altri misteriosi omicidi che vengono commessi con le stesse brutali modalità del primo. Pur muovendosi con cautela nel mondo della nobiltà, fin dal principio incontra la resistenza e la diffidenza di un ambiente pieno di superbia e alterigia.
Gli studenti, lasciandosi trasportare dalle passioni proprie dell'età giovanile, alla fine scoprono il colpevole e, a rischio della vita, riescono a smascherarlo attirandolo in un tranello.